# 伊沃娜·马尔钦凯维奇
伊沃娜·马尔钦凯维奇（波蘭語：Iwona Marcinkiewicz，1975年5月23日—），旧姓津乔乌（Dzięcioł），波兰女子射箭运动员。她曾代表波兰参加1996年、2004年和2008年夏季奥林匹克运动会射箭比赛，其中1996年奥运会获得一枚铜牌。